# Tovomita amazonica
Tovomita amazonica är en tvåhjärtbladig växtart som beskrevs av Eduard Friedrich Poeppig, Amp; Endl. och Wilhelm Gerhard Walpers. Tovomita amazonica ingår i släktet Tovomita och familjen Clusiaceae. Inga underarter finns listade i Catalogue of Life.